# Agropyron retrofractum
Agropyron retrofractum är en gräsart som beskrevs av Joyce Winifred Vickery. Agropyron retrofractum ingår i släktet kamveten, och familjen gräs. Inga underarter finns listade i Catalogue of Life.